# 黒田巌

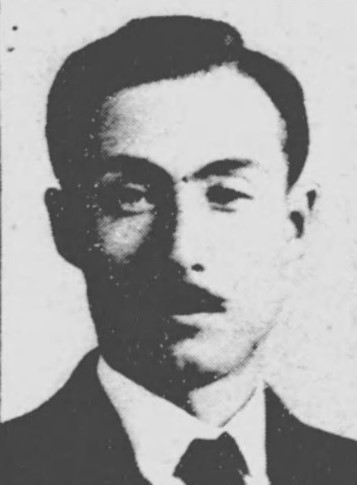
黒田巌

黒田 巌（黑田 巖、くろだ いわお、1906年（明治39年）9月18日 - 1981年（昭和56年）4月27日）は、日本の陸軍軍属、実業家、政治家。衆議院議員。

## 経歴
兵庫県印南郡阿弥陀村（現高砂市）で生まれる。1932年（昭和7年） 京都帝国大学法学部を卒業した。小学校訓導、兵庫県巡査、満州国ハルピン警察庁巡官、浜江省規画科長、北支那方面軍嘱託、済南治安維持会顧問、済南特務機関勤務、山東省会警察局顧問、同省公署顧問補佐官、日本陸軍師団・旅団の政治工作班長などを務めた。
1942年（昭和17年）4月、 第21回衆議院議員総選挙に兵庫県第3区から翼賛政治体制協議会の推薦を受け出馬して当選し翼賛政治会に参加し、その後、日本進歩党に所属して衆議院議員を1期務めた。この間、大東亜省委員、翼賛政治会政調幹事、内閣・内務兼務委員、大政翼賛会調査部第2副部長を務めた。
戦後、公職追放となった。その後、兵庫県議会議員、大阪日本観光バス社長、日本原子力東海クラブ社長などを歴任した。
1981年4月、心不全のため高砂市の高砂市民病院で死去した。